# Герсемі
Герсемі (давньосканд. Gørsemi, Gersemi «скарб») — у норвезькій міфології є дочкою Фреї і Ода. Майже ідентична до своєї сестри — Гносс.

## Етимологія
Ім'я Герсемі означає «скарб», «ювелірне мистецтво».

## Міфологія
Відомо, що у Фреї та Ода було дві доньки — Герсемі та Гносс. Про Герсемі говориться лише у «Колі Земному» («Сазі про Інглінгів») Сноррі Стурлусона:
| Фрея була дуже непостійна. Її чоловіка звали Од. Її дочок звали Гносс і Герсемі. |